# Louisa Ghijs

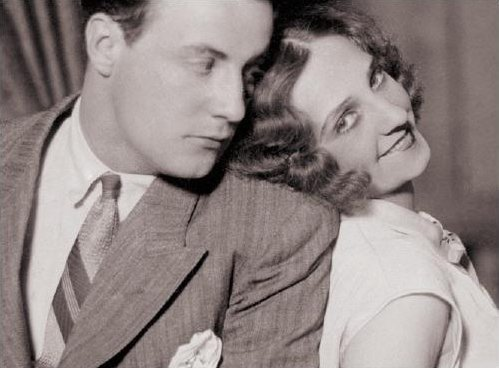
Ghijs met haar man Johannes Heesters

Louisa Ghijs (Brussel, 19 maart 1902 – Beieren, 18 juli 1985) was een Belgisch operettezangeres en actrice. Haar officiële naam was Ludovica Ghijs en ze was ook bekend als Louise, Wi(e)ske of Wiesje Ghijs. Ze was de eerste echtgenote van de Nederlandse zanger Johannes Heesters.

## Loopbaan
Ghijs stond vanaf haar twaalfde op de bühne. Ze studeerde toneel en conservatorium en werd in de jaren twintig een populair operettezangeres in Vlaanderen. In deze periode had ze een kortstondige relatie met de latere schrijver Herman de Man. In 1927 verlegde ze haar werkterrein van Brussel naar Nederland. Ze trad op met het Rotterdamsche Operettegezelschap van Johan Boskamp en Octave van Aerschot en vanaf oktober 1927 met het Nederlandsch Operette Gezelschap van Jacques van Bijlevelt. Eind 1927 had ze de hoofdrol in de operette Sepp'l. Met onder andere Lily Bouwmeester stond ze begin 1928 in de operette Drie arme kleine meisjes.
In de operette De zwarte diamant speelde Ghijs in september 1927 voor het eerst samen met de tenorzanger Johannes Heesters. Vanaf augustus 1928 stonden Ghijs en Heesters tegenover elkaar in de operette Susi van het Nederlandsch Operette Gezelschap. In februari 1930 traden Ghijs en Heesters met elkaar in het huwelijk. In 1933 en 1934 waren beiden verbonden aan het gezelschap Residentie-Operette, dat optrad in het Scala-Theater in Den Haag. In de film De vier Mullers uit 1934 had Ghijs een kleine rol. Eind 1934 verhuisde ze met haar gezin naar Wenen, waar haar echtgenoot zich verbonden had aan de Weense Volksopera. Vanaf 1936 woonden Ghijs en Heesters in Berlijn.

## Privéleven
Met Heesters kreeg Ghijs twee dochters: Louise Paula (Wiesje) (Den Haag, 1931) en Nicole (Potsdam, 1937). Nicole Heesters werd een bekend toneel- en televisieactrice in Duitsland. Haar dochter Saskia Fischer is eveneens een Duits actrice.

## Trivia
Louisa 'Wieske' Ghijs was waarschijnlijk de inspiratiebron voor de naam Wiske uit Suske en Wiske. De moeder van auteur Willy Vandersteen was een bewonderaar van Ghijs. Het personage Wiske werd ook Louise genoemd.